# Soquete P

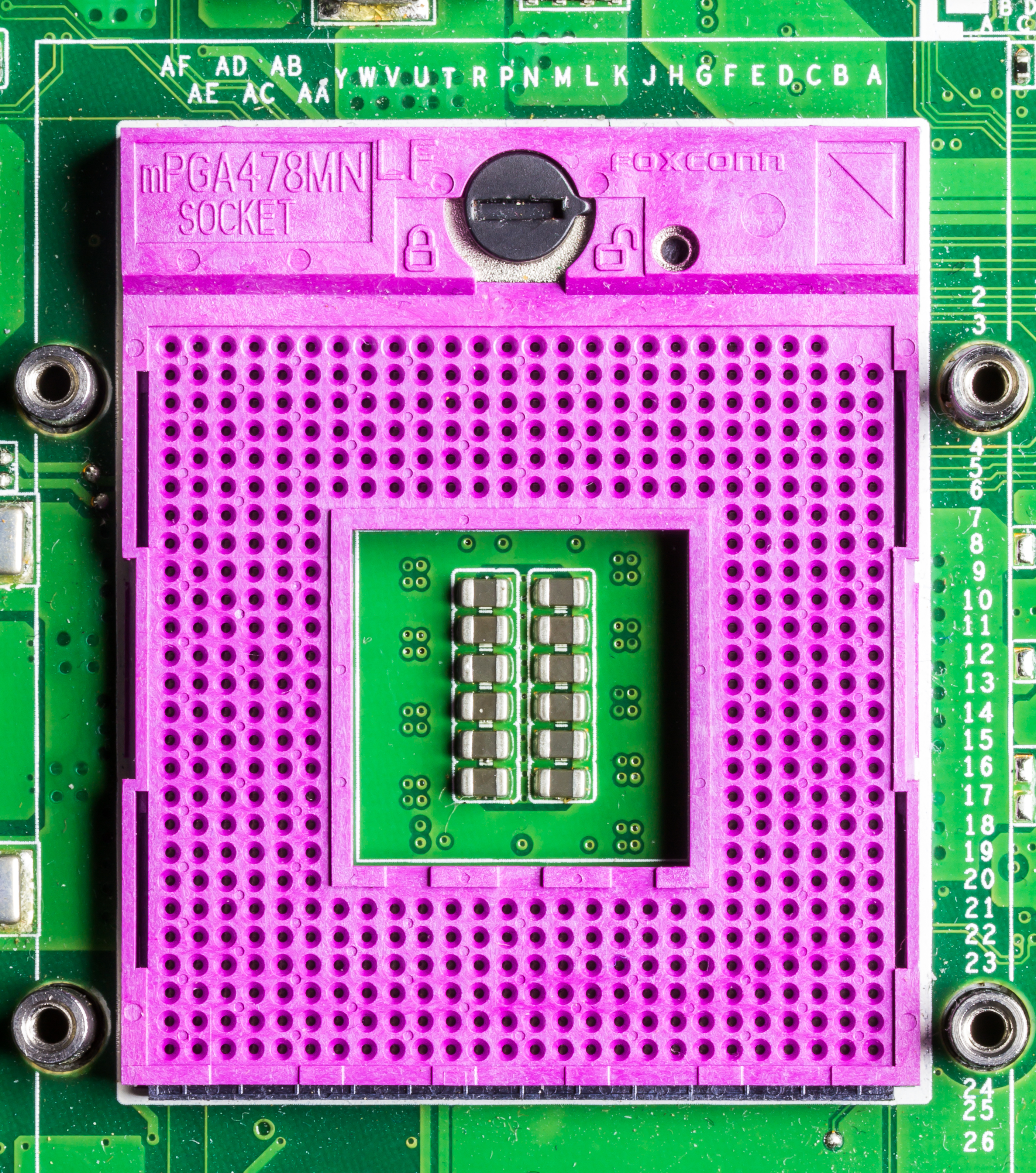
Exemplo do soquete PGA.

O Soquete P, também conhecido como mPGA478MN, é um soquete introduzido em maio de 2007 compatível com microprocessadores móveis Intel Core 2 Duo, sendo parte da  Plataforma Santa Rosa.
Possui 478 entradas para pinos, mas não é compatível com processadores dos soquetes M e 478. Suporta um barramento frontal de 400, 533, 667, 800 ou 1066 MT/s.